# Авторское право в Индии
Авторское право в Индии как самостоятельного государства берёт своё начало с принятия Закона об авторском праве 1957 года (хинди कॉपीराइट अधिनियम १९५७), регулирующий отношения правообладателя и вторых лиц.

## Определение авторского права
Авторское право — это совокупность прав, предоставляемых законом авторам литературных, драматических, музыкальных, художественных произведений, кинематографических работ и звукозаписей. Права, предусмотренные в соответствии с законодательством об авторском праве включают в себя права на воспроизведение, публичное распространение, адаптацию произведения и его перевод на иностранный язык. Объём и продолжительность защиты, предоставляемой законом об авторском праве 1957 года, зависит от характера охраняемого произведения.

## История
История авторского права в Индии берет своё начало с колониальной эпохи под властью Британской империи. Закон об Авторском праве 1957 года был первым правовым документом в сфере авторского права после обретения Индией независимости. С 1957 года в Закон 6 раз вносились поправки. Последний раз это было сделано в 2012 году. Индия является членом наиболее важных международных соглашений в области авторского права, в том числе Бернской конвенции, Всемирной конвенции об авторском праве (ВКАП), Римской конвенции, членом Соглашения по торговым аспектам прав интеллектуальной собственности (ТРИПС). Но Индия не подписыпала Договор по авторскому праву (ДАП) и Договор по исполнениям и фонограммам (ДИФ).

## Закон об авторском праве 1957 года

### Виды охраняемых произведений
Закон об авторском праве 1957 в Индии защищает литературные, драматические, музыкальные, художественные произведения, кинематографические фильмы и звукозаписи.

### Продолжительность защиты авторских прав в соответствии с Законом об авторском праве 1957 года
| - Литературные произведения - Драматические произведения - Музыкальные произведения - Художественные произведения                                                                                    | Продолжительность жизни автора + 60 лет с начала календарного года, следующего за годом, когда автор умер. |
| - Анонимные и произведения псевдонимов - Посмертные работы - Кинематографические фильмы - Звукозапись - Государственные произведения - Общественное достояние - Международные Агентства - Фотографии | 60 лет с начала календарного года, следующего за годом, в котором произведение впервые было опубликовано.  |

### Иностранные произведения
Авторские права на произведения стран, упомянутых в Международном авторском списке (англ. International Copyright Order) защищены в Индии. Срок авторского права на произведение не должен превышать срок, установленный в стране происхождения.

### Право собственности
Автор работы, как правило, рассматривается в качестве первого владельца авторских прав в соответствии с Законом об авторском праве 1957 года. Тем не менее, для работ, которые были выполнены в процессе деятельности по «контракту на услуги» или ученичества, работодатель считается как первый владелец авторского права, если нет фактов, удостоверяющих обратное. Раздел 19 Закона Об авторском праве 1957 устанавливает способы назначения авторских прав в Индии. Назначение может быть указано в письменной форме с указанием произведения на период назначения и территории, для которой оно было сделано. Если срок назначения не указан в договоре, то он считается за 5 лет, и если территориальная принадлежность не указана, то она автоматически ограничивается территорией Индии.

### Исключения
Закон об Авторском праве 1957 освобождает некоторые акты из сферы авторских прав. Хотя многие люди склонны использовать термин «добросовестное использование» для обозначения исключений из авторского права в Индии, фактически это является ошибкой. В то время как США и некоторые другие страны следуют доктрине добросовестного использования, Индия придерживается иного подхода к исключениям из авторского права.[17] Индия придерживается гибридного подхода, что подразумевает честное использование в отношении с любого защищенного авторским правом произведения для некоторых специально указанных целей и определённых видов деятельности, перечисленных в уставе.
В то время как в США доктрина добросовестного использования может быть применена для любого вида использования, Честное использование в Индии явно ограничивает многие произведения и разрешает:
- для частного или личного пользования, в том числе научных исследований[17]
- для критики или отзывов[18]
- для сообщений о текущих событиях и текущих делах, в том числе отчётов о публичных лекциях[19]

Хотя термин честного использования не определён нигде в индийском законе об авторском праве, данное понятие неоднократно обсуждалось в числе решений Верховного Суда Индии в судебном процессе Академии общего образования против B. Malini Mallya (2009) и в решении Верховного суда Кералы в процессе Civic Chandran против Ammini Amma.

### Нарушение авторских прав в Индии
Закон Об авторском праве 1957 обеспечивает три вида наказания за нарушение закона — административную, гражданскую и уголовную ответственность. Административная ответственность влечёт за собой изъятие контрафактных товаров правоохранительными органами. Гражданская ответственность в соответствии с главой XII Закона об авторском праве 1957 года включает средства защиты, к которым относятся судебные запреты, возмещение ущерба и возмещение утраченной прибыли. Уголовная ответственность в соответствии с главой XIII Закона предусматривает наказание вплоть до лишения свободы сроком до 3 лет или штрафом в размере до 200 000 рупий.